# Sandra Sánchez
Pour les articles homonymes, voir Sánchez et Jaime.
Sandra Sánchez Jaime, 5e dan de karaté shitō-ryū, née le 16 septembre 1981 à Talavera de la Reina, est une karatéka espagnole.  

## Biographie

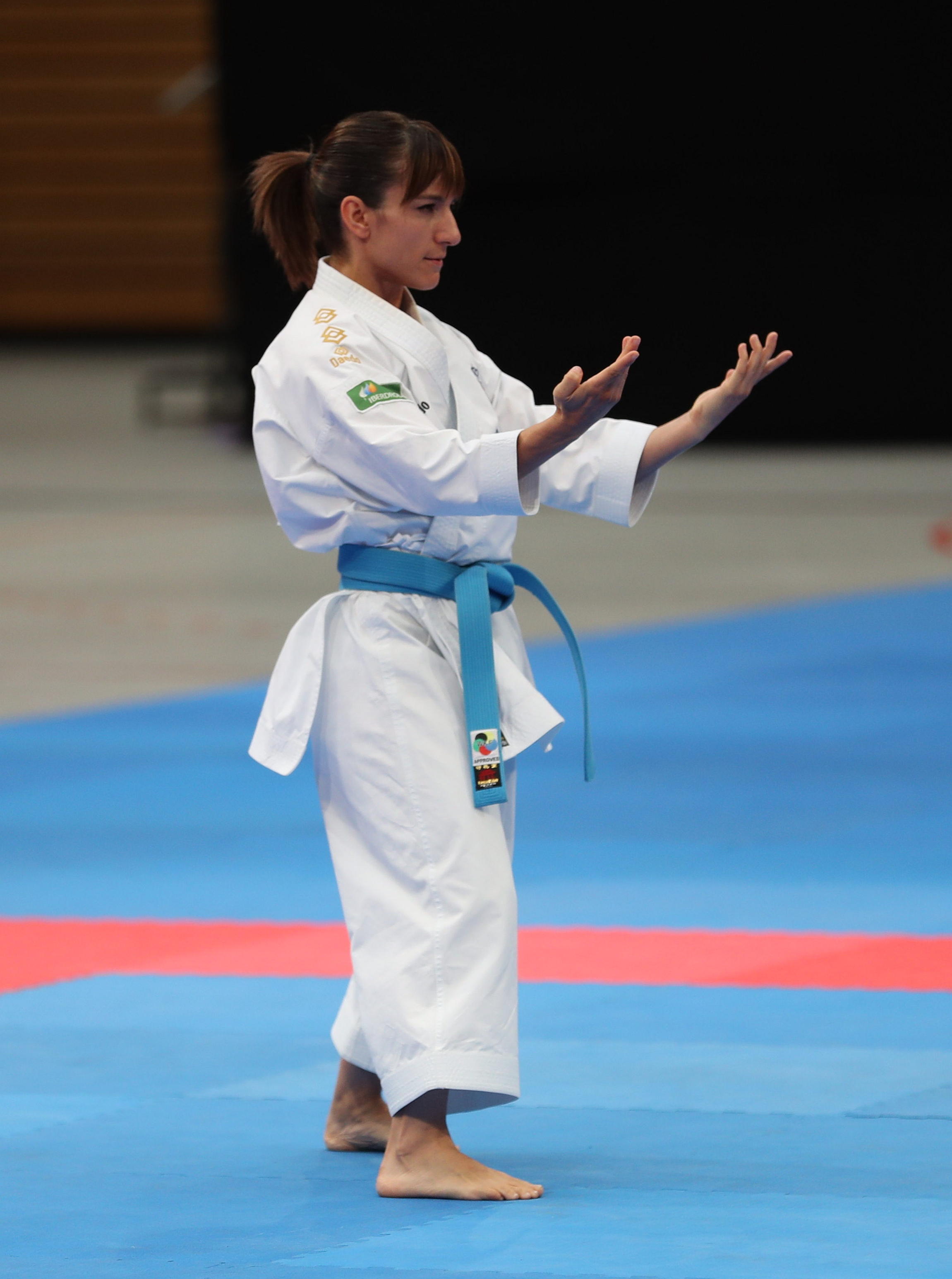
Sandra Sanchez exécute un kata lors du championnat Karate1 Premier League 2018 à Berlin.

Lors des championnats du monde de karaté 2018 à Madrid, elle devient championne du monde de kata individuel féminin, battant la championne du monde en titre, Kiyou Shimizu, en battant kata Chatanyara Kushanku. Quelques semaines plus tard, elle remporte la première compétition féminine des Jeux mondiaux de plage à Doha.

## Palmarès

### Aux championnats d'Europe
Elle a gagné cinq fois consécutivement les championnats d'Europe de karaté en kata individuel  
(en 2015-2016-2017-2018-2019).
| Résultat      | Date | Épreuve         | Catégorie | Compétition                | Ville hôte              |
| ------------- | ---- | --------------- | --------- | -------------------------- | ----------------------- |
| Médaille d'or | 2015 | Kata individuel | Seniors   | Championnats d'Europe 2015 | Istanbul, en Turquie    |
| Médaille d'or | 2016 | Kata individuel | Seniors   | Championnats d'Europe 2016 | Montpellier, en France  |
| Médaille d'or | 2017 | Kata individuel | Seniors   | Championnats d'Europe 2017 | Kocaeli, en Turquie     |
| Médaille d'or | 2018 | Kata individuel | Seniors   | Championnats d'Europe 2018 | Novi Sad, en Serbie     |
| Médaille d'or | 2019 | Kata individuel | Seniors   | Championnats d'Europe 2019 | Guadalajara, en Espagne |
| Médaille d'or | 2021 | Kata individuel | Seniors   | Championnats d'Europe 2021 | Poreč, en Croatie       |
| Médaille d'or | 2022 | Kata individuel | Seniors   | Championnats d'Europe 2022 | Gaziantep, en Turquie   |

### Aux Jeux européens
| Résultat      | Date | Épreuve         | Catégorie | Compétition                    | Ville hôte           |
| ------------- | ---- | --------------- | --------- | ------------------------------ | -------------------- |
| Médaille d'or | 2015 | Kata individuel | Seniors   | Championnat des Jeux européens | Bakou en Azerbaïdjan |

### Aux championnats du Monde
| Résultat           | Date | Épreuve         | Catégorie | Compétition                | Ville hôte         |
| ------------------ | ---- | --------------- | --------- | -------------------------- | ------------------ |
| Médaille de bronze | 2016 | Kata individuel | Seniors   | Championnats du Monde 2016 | Linz, en Autriche  |
| Médaille d'or      | 2018 | Kata individuel | Seniors   | Championnats du Monde 2018 | Madrid, en Espagne |

### Aux Jeux olympiques
| Résultat      | Date | Épreuve         | Catégorie | Compétition                   | Ville hôte      |
| ------------- | ---- | --------------- | --------- | ----------------------------- | --------------- |
| Médaille d'or | 2020 | Kata individuel | Seniors   | Jeux olympiques d'été de 2020 | Tokyo, au Japon |